# Ducrosia
Ducrosia är ett släkte i familjen flockblommiga växter.

## Arter
Släktet omfattar sex arter som förekommer från Egypten i väster till Pakistan i öster:
- Ducrosia anethifolia (DC.) Boiss.
- Ducrosia areysiana (Deflers) Pimenov & Kljuykov
- Ducrosia assadii Alava
- Ducrosia flabellifolia Boiss.
- Ducrosia inaccessa (C.C.Towns.) Pimenov & Kljuykov
- Ducrosia ismaelis Asch.